# Eva Bonsdorff
Eva Anna Bonsdorff, gift Hirsjärvi, född 17 oktober 1918 i Helsingfors, död 26 februari 2012, var en finländsk fysiolog. Hon var dotter till Ilmari Bonsdorff. 
Bonsdorff tjänstgjorde 1949–1959 vid Helsingfors universitet och blev medicine och kirurgie doktor 1953. Under åren 1965–1981 var hon laboratorieöverläkare vid det av Helsingfors kommun drivna Forsby sjukhem. Tillsammans med Eeva Jalavisto nyupptäckte och namngav hon 1948 hormonet erytropoetin. Detta hade beskrivits redan 1906 av fransmannen Paul Carnot och hans assistent Clotilde Deflandre under namnet hémopoïétine men fallit i glömska.